# Stelis ramosii
Stelis ramosii är en orkidéart som beskrevs av Carlyle August Luer. Stelis ramosii ingår i släktet Stelis och familjen orkidéer. Inga underarter finns listade i Catalogue of Life.